# Corona (Mariano del Friuli)
Corona ist eine Fraktion der italienischen Gemeinde (comune) Mariano del Friuli in der Region Friaul-Julisch Venetien.

## Geografie
Der Ort liegt etwa 10 km südwestlich von Gorizia und knapp 2 km nordöstlich von Mariano del Friuli auf der orographisch linken Seite des Torrente Versa und nördlich des Isonzo auf 32 m s.l.m. Nur wenige Kilometer nördlich liegt das bekannte Weinbaugebiet Collio.

## Geschichte
Corona war bis zum Ersten Weltkrieg Teil der Gefürsteten Grafschaft Görz und Gradisca und damit Teil der Habsburgermonarchie. Nach dem italienischen Kriegseintritt wurde Corona von den österreichisch-ungarischen Truppen geräumt und der Ort noch im Vorfeld der Ersten Isonzoschlacht im Mai 1915 von der italienischen Armee besetzt. Erst nach der Zwölften Isonzoschlacht gelangte Corona wieder unter die Kontrolle der k.u.k. Armee. Nach dem Anschluss an das  Königreich Italien wurde die eigenständige Gemeinde Corona nach der 1927 beschlossenen faschistischen Gemeindereform, auf deren Grundlage über 2000 Gemeinden mit weniger als 2000 Einwohnern eingemeindet wurden, 1928 der Gemeinde Mariano del Friuli angeschlossen.

## Sehenswürdigkeiten
Die Pfarrkirche Santi Maria und Zenone aus dem 18. Jahrhundert.